# Решетников, Андрей Вениаминович
Андре́й Вениами́нович Реше́тников (род. 28 августа 1960 года, Новосибирск, СССР) — российский учёный, специалист в области социологии медицины, академик РАМН (2004), академик РАН (2013).

## Биография
Родился 28 августа 1960 года в Новосибирске.
В 1983 году окончил Новосибирский медицинский институт, а в 1997 году — заочно социологический факультет МГУ.
Некоторое время работал НИИ КПГ ПЗ в Новокузнецке. В 1993 году защитил кандидатскую диссертацию «Комплексное медико-социологическое исследование коллективных форм организации труда в многопрофильном стационаре», в 1995 году — докторскую диссертацию по медицинским наукам «Система обязательного медицинского страхования в регионе : Социально-гигиеническое исследование по материалам Новосибирской области», в 1997 году — диссертацию по экономическим наукам «Социальный маркетинг обязательного медицинского страхования в Российской Федерации» (присуждена степень доктора социологических наук).
С 1996 по 1997 годы — профессор кафедры менеджмента в социальной сфере Новосибирской государственной академии экономики и управления.
С 1997 по 1998 годы — профессор кафедры экономической социологии МГУ, руководитель спецкурса «Социальный маркетинг страхования».
С 1997 по 1999 годы — заведующий курсом экономической социологии, профессор кафедры социальной медицины, организации и экономики здравоохранения ММА имени И. М. Сеченова.
С 1999 года по настоящее время — заведующий кафедрой социологии медицины, экономики здравоохранения и медицинского страхования ММА имени И. М. Сеченова.
31 марта 2000 года избран членом-корреспондентом РАМН, 20 февраля 2004 года — избран академиком РАМН.
В сентябре 2013 года стал академиком РАН (в рамках присоединения РАМН и РАСХН к РАН).

## Награды
- Заслуженный работник здравоохранения Российской Федерации (2004)[2]